# Erich Koch
Ne doit pas être confondu avec Erich Koch-Weser.
Pour les articles homonymes, voir Koch.
Erich Koch, né le 19 juin 1896 à Elberfeld (aujourd'hui incorporée dans Wuppertal) en province de Rhénanie et mort emprisonné le 12 novembre 1986 à Barczewo en Pologne, est un responsable politique nazi en Prusse-Orientale et en Ukraine. Proche d'Adolf Hitler, il est nommé Gauleiter de Prusse-Orientale en 1928, haut président de cette région en 1933, et commissaire du Reich en Ukraine de 1941 à 1944.

## Jeunesse et Première Guerre mondiale
Né à Elberfeld, incorporée aujourd’hui à la ville de Wuppertal, c'est le fils d’un contremaître. Habile commerçant, Koch est embauché par le service ferroviaire en tant qu’aspirant intermédiaire de la fonction publique. Pendant la Première Guerre mondiale, il est soldat de 1915 jusqu’en 1918 et se bat, plus tard, en tant que membre des corps francs en Haute-Silésie.

## NSDAP
Erich Koch adhère au NSDAP en 1922. Pendant l'occupation de la Ruhr, il est membre du groupe d’Albert Leo Schlageter et est emprisonné plusieurs fois par les autorités françaises. En 1927, il devient Bezirksführer du NSDAP à Essen et plus tard, adjoint du Gauleiter du Gau de la Ruhr.

## Gauleiterde Prusse-Orientale
En 1928, il devient Gauleiter de la province de Prusse-Orientale ; il est élu député au Reichstag aux élections de septembre 1930. Dans le conflit qui oppose Hitler aux frères Strasser, comme l'ensemble de ses collègues Gauleiters du Nord de l'Allemagne, il apporte son soutien aux frères Strasser contre Hitler et ses proches et il se montre alors favorable à la mise en place d'une forme de socialisme national, plus sérieusement argumentée que celle tirée du programme en 25 points.
Après la prise du pouvoir par le parti nazi, il devient haut président dans la province de Prusse-Orientale. Représentant à la fois de l'État et du parti, il bénéficie du désordre institutionnel qui sévit dans le Reich, mais, agissant en satrape indépendant, il doit cependant tenir compte des interventions ponctuelles des autorités centrales, comme en 1938, lorsque, ne bénéficiant pas de l'appui de Hitler, il doit accepter la nomination d'un Oberfinanzpräsident dans son Gau.
Durant la même période, il adopte les principes partiellement socialisants du Troisième Reich, partageant avec ses employés les bénéfices du journal dont il est propriétaire, le Preussische Zeitung. 
Rapidement, son statut de membre de longue date du parti le rend pratiquement indépendant des directives du pouvoir central de Berlin. Cette tendance s'accentue à partir de 1939. Comme les autres gauleiters, il a ainsi tendance à gérer son Gau comme une possession personnelle, s'opposant à Bormann à partir de 1941. En effet, vieux combattant du parti, il dispose d'un accès direct à Hitler, sans avoir besoin de passer par Bormann ou une autre instance centralisée : cet accès direct lui permet de traiter directement avec Hitler, contre Himmler, pour tout ce qui a trait à la politique raciale, ou contre Goebbels, pour l'évacuation des civils au cours de l'été 1944. Cet accès direct lui confère aussi une indépendance de fait et une très grande liberté de parole, dont il ne se prive pas de faire usage, notamment contre la politique agraire du Reich : il s'appuie sur les petits paysans, base électorale du parti dans son Gau, contre les interventions du Reichsnährstand, organisation corporative du monde agricole mise en place à partir de 1933 par Richard Darré, dont les représentants sur place soutiennent contre lui une lutte perdue d'avance.
En 1938, Koch est nommé Obergruppenführer dans la SA.

## Seconde Guerre mondiale

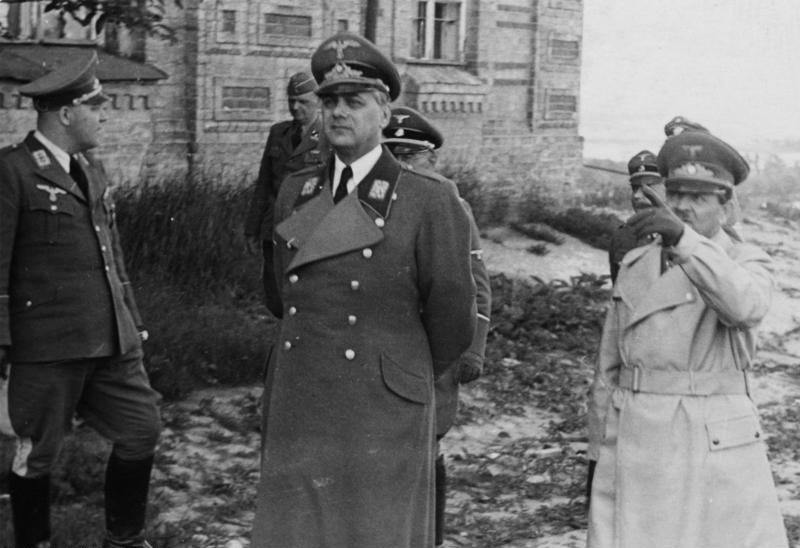
Koch (à droite) et Rosenberg (au centre), visitant le monastère Laure des Grottes de Kiev, dans le Reichskommissariat d'Ukraine.

Au début de la Seconde Guerre mondiale, Koch est nommé Reichsverteidigungskommissar de Prusse-Orientale.  Après la fin de la campagne de Pologne, il doit céder le district de Prusse-Occidentale, le 26 octobre 1939, incorporé au nouveau Reichsgau de Prusse-Occidentale. Ces nouvelles régions couvrent approximativement la zone entre les fleuves Vistule et Narew. Sitôt l'invasion de l'Union soviétique amorcée, Koch est nommé Zivilkommissar le 1er août 1941 et plus tard, chef de l’administration publique du district de Bialystok. Le 1er septembre, il devient commissaire du Reich en Ukraine. Son domaine va de la mer Baltique à la mer Noire et englobe des régions antérieurement allemandes, polonaises et ukrainiennes.

### Gauleiter dans des territoires occupés ou annexés
À partir de 1939, Erich Koch voit son Gau prendre de l'ampleur, vers le sud en 1939, avec l'annexion de territoires précédemment polonais, puis vers l'est en 1941, avec l'incorporation du district de Białystok.
Dans les territoires annexés en Pologne, souhaitant mener une stricte politique de germanisation, il se heurte aux fonctionnaires allemands et prussiens, notamment au sujet du choix des maires et des responsables administratifs, les recrutant, contre l'avis du ministre de l'Intérieur, mais soutenu par les autorisations spéciales accordées par Hitler, parmi les cadres et les militants du parti.
De plus, à partir de la mise en place du Gouvernement général de Pologne, il multiplie les pressions afin de pouvoir déporter dans les ghettos polonais les Juifs habitant dans son Gau. 

### Commissaire à la défense du Reich
Commissaire à la défense du Reich, il obtient de Hitler l'érection de fortifications le long de la frontière. Ces fortifications, l’Ostwall, organisées en échelons, constituent le pendant oriental du Westwall, érigé dans les années 1930 ; pour réaliser ces travaux — sur l'utilité desquels certains dirigeants, comme Goebbels, ne se font aucune illusion — et en accord avec Guderian qui a obtenu un décret du Führer pour les mettre en place, il mobilise l'ensemble de la population masculine de la province âgée de 15 à 65 ans y compris les ouvriers agricoles, menaçant les récalcitrants de la cour martiale.
En outre, soutenu par Hitler, il s'oppose à partir de l'été 1944 aux évacuations des civils, ne souhaitant donner le signal de la débandade à la population allemande de l'Est : il accepte uniquement l'évacuation vers l'intérieur du Reich de 55 000 Berlinois, en la limitant aux secteurs de son Gau les plus menacés ; pour lui, les civils restés sur place constituent la preuve de la détermination de la population à résister jusqu'au bout et à ne pas céder une quelconque portion du territoire du Reich. Cependant, ce refus d'évacuer la population de son Gau, malgré les demandes insistantes de l'armée, le discrédite aux yeux de cette population, qui amorce néanmoins son départ vers l'ouest.
En janvier 1945, alors que le front allemand est enfoncé et que la Prusse-Orientale devient un champ de bataille, il continue de s'opposer à l'évacuation des civils, appelant ces derniers à défendre la Prusse-Orientale jusqu'au bout, soumettant le moindre ordre d'évacuation à son accord personnel. Ainsi, les ordres de retraite donnés par les officiers de la Wehrmacht lui sont soigneusement dissimulés car ces derniers ne souhaitent pas devoir se justifier, non devant lui mais devant Hitler.
Alors que les troupes russes avancent en Prusse orientale en 1945, Koch s'enfuit à bord d’un avion de type Fieseler Storch qu'il s'était attribué.

« ... il survola deux fois la poche de la 4e armée. La misère des civils le laissa insensible. »

— Thorwald 1970, p. 126
Le 28 janvier 1945, il rejoint à Pillau un bunker de commandement, après avoir mis sa famille à l'abri en Bavière et encouragé ses proches collaborateurs à la fuite une semaine plus tôt ; il rejoint ensuite la mer Baltique, entre le 23 avril 1945 et le 7 mai 1945 ; il embarque sur le brise-glace Ostpreußen, avec sa suite et sa Mercedes. Il arrive à Flensbourg le 7 mai 1945, où il réclame un sous-marin pour fuir en Amérique latine ; il se cache dans la région mais est capturé quelques jours plus tard à Hambourg par les troupes britanniques.

### Commissaire du Reich en Ukraine
Parallèlement à ses fonctions en Prusse-Orientale, Koch exerce entre juillet 1941 et le printemps 1944 les fonctions de commissaire du Reich en Ukraine.
Nommé le 16 juillet 1941, il est ainsi placé sous la tutelle théorique du ministre des Territoires de l'Est Rosenberg. Rapidement, soutenu par Hitler, Göring et Bormann, il s'oppose ouvertement à son ministre de tutelle, tout d'abord sur le choix de la capitale du commissariat : Rosenberg souhaitait Kiev, il choisit Rovno. 
De plus, partisan de la réalisation du programme idéologique, il développe aussi une rhétorique raciste, à l'opposé des théories de Rosenberg et de ses collaborateurs,, qui souhaitent s'appuyer sur l'ensemble des populations non russes des territoires occupés. Ainsi, assimilant les Slaves à des esclaves corvéables à merci, Koch instaure dans son commissariat une politique d’exploitation sans limite de sa circonscription. Cette politique suscite des réserves parmi les militaires, au point que Rosenberg dénonce au printemps 1943 l'attitude de Koch auprès de Hitler, mais ce dernier donne raison à Koch le 19 mai 1943.
Extrêmement corrompu, et suivi en cela par ses subordonnés, il mène un train de vie luxueux : à titre d’exemple, il se serait attribué une réserve personnelle de chasse de 50 000 hectares ; et, pour créer cette réserve, il aurait fait évacuer la population de quatorze villages et ordonné la fermeture d'une scierie.
Proche de Bormann, il reprend les termes de ce dernier lorsqu'il développe son programme pour l'Ukraine : il souhaite limiter le développement de la population ukrainienne, notamment en restreignant les mesures d'hygiène, et impose aux Ukrainiens de ne pas être instruits au-delà de la lecture et l'écriture.

## Procès et condamnation
Koch est arrêté par les Britanniques en mai 1945 ; l’Union soviétique demande son extradition, mais le gouvernement britannique décide en lieu et place de le remettre au gouvernement polonais. Il est ainsi extradé en janvier 1950 vers la Pologne. Son procès y débute en octobre 1958 : le 9 mars 1959, il est condamné à mort pour crimes de guerre contre les Polonais, mais n’est pas jugé pour les crimes commis en Ukraine. La sentence n'est jamais exécutée et certains ont prétendu qu’il avait monnayé sa grâce contre des renseignements sur les œuvres d’art pillées par les nazis, mais aucune preuve tangible n'a été apportée pour soutenir cette thèse. Il n'est jamais libéré et meurt le 12 novembre 1986 de causes naturelles — à 90 ans — dans la prison de Barczewo, près d’Olsztyn.